# Paradise (Kalifornien)
Paradise ist eine Stadt (town) im Butte County im US-Bundesstaat Kalifornien, Vereinigte Staaten. Das U.S. Census Bureau hat bei der Volkszählung 2020 eine Einwohnerzahl von 4.764 ermittelt. Das Stadtgebiet hat eine Größe von 47,3 km².
Bei den Waldbränden in Kalifornien 2018 wurde die Stadt fast vollständig zerstört.

## Lage
Paradise liegt im Vorgebirge der Sierra Nevada. Der nächste größere Ort ist das knapp 20 Kilometer (12 Meilen) westlich liegende Chico. Sacramento liegt über 140 Kilometer (90 Meilen) weiter südlich.

## Geschichte
Das Gebiet des heutigen Paradise wurde vor der Ankunft der Weißen von Indianern des Maidu-Volkes bewohnt. Ein größerer Zuzug in das Gebiet erfolgte während des Goldrausches. 1857 wurde eine Poststation eingerichtet und 1904 eine Eisenbahnverbindung hergestellt. Zur Stadt im Range einer Town erhoben wurde Paradise aber erst 1979 nach einer Volksabstimmung.
Einige Szenen des Films Vom Winde verweht wurden in Paradise gedreht.
Im Juni 2008 erreichte ein Großfeuer, das sogenannte Humboldt-Feuer, die Stadt. Hunderte von Häusern wurden zerstört und 10.000 Einwohner mussten evakuiert werden. Im Juli näherte sich eine weitere Feuersbrunst, das Camp-Feuer. Abermals wurde evakuiert, der Brand wurde aber durch einen Fluss von dem Ort ferngehalten.

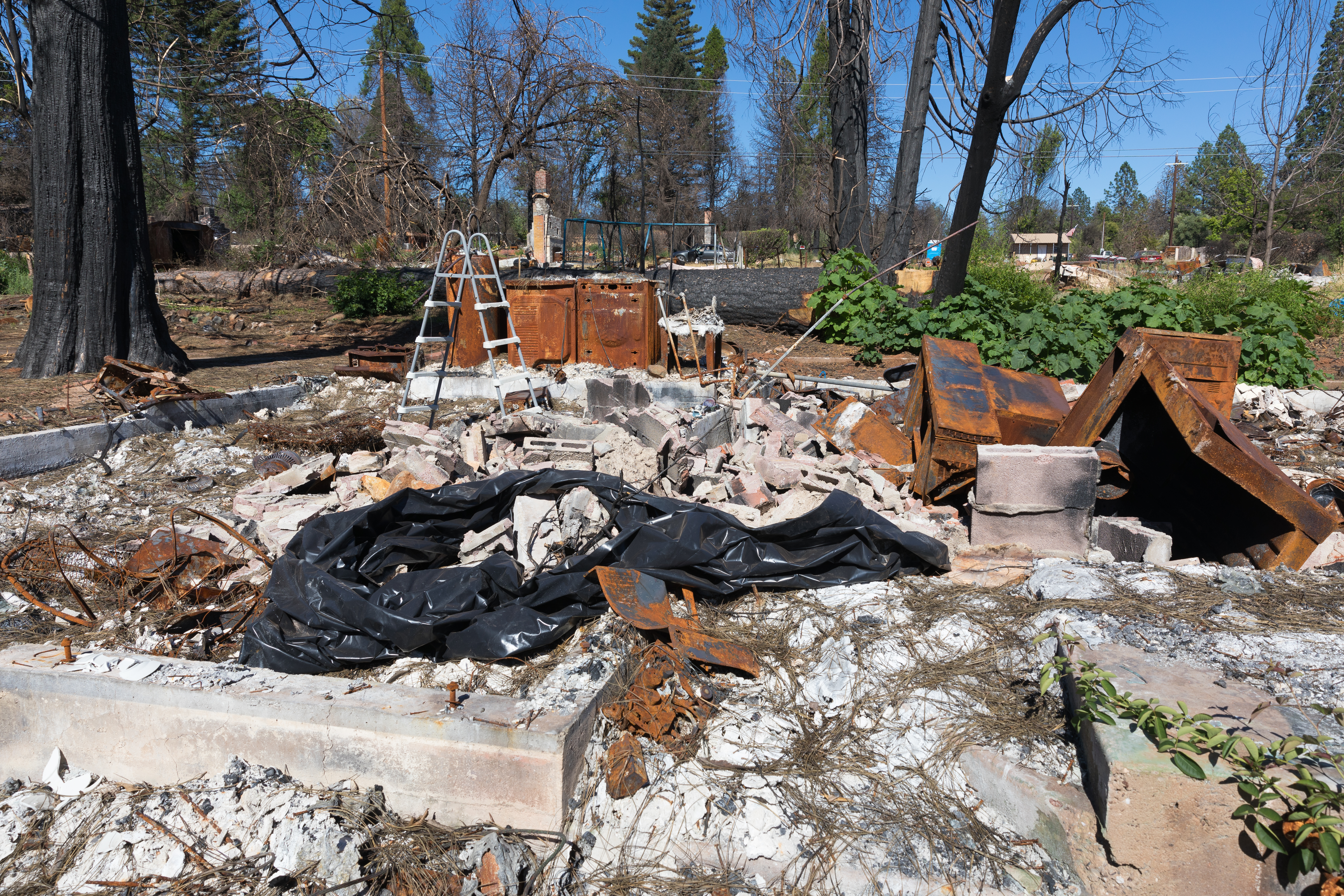
Abgebranntes Haus in Paradise, acht Monate nach dem verheerenden Camp Fire

Im Jahr 2018 kam es zu einer erneuten Brandkatastrophe. Das Feuer war am Morgen des 8. November am Camp Creek ausgebrochen und wurde deshalb „Camp Fire“ genannt. Begünstigt wurde es durch Trockenheit und starke Winde. Der Großbrand wurde wahrscheinlich durch Funkenflug an einer Überlandleitung der Pacific Gas & Electric. verursacht. Am 8. November 2018 wurde die Evakuierung von 27.000 Personen wegen des heranrückenden Feuers angeordnet. Am Abend des 8. Novembers meldeten die Behörden, dass Paradise fast vollständig zerstört sei und brenne.
Während des Camp Fire starben 86 Menschen, es war das schadensintensivste Feuer in Kalifornien 2018. Die Brandkatastrophe wurde gründlich von Wissenschaftlern des NIST untersucht, um aus den Ereignissen Erkenntnisse für die künftige Verhinderung solcher Großbrände zu gewinnen.
Der Asteroid des inneren Hauptgürtels (2791) Paradise ist nach der Stadt benannt.

## Söhne und Töchter der Stadt
- Jake McLaughlin (* 1982), Schauspieler
- Nate Smith (* 1985), Country-Sänger